# Варна (полуостров)
Полуостров Варна (болг. полуостров Варна) — почти прямоугольный, преимущественно покрытый льдом полуостров, образующий северо-восточную оконечность острова Ливингстон на Южных Шетландских островах, Антарктида. На северо-западе полуострова — залив Хиро, залив Мун на юго-востоке и проливом Макфарлейн на северо-востоке.
Полуостров имеет длину около 14 км в направлении юго-запад-северо-восток и ширину 10 км, а центральную часть занимают холмы Видин. Северную и восточную оконечности полуострова Варна образуют мыс Фелпс и мыс Уильямс, а также мыс Инотт. Берег изрезан бухтами Листер и Драгон на северо-востоке, а также бухтами Гриффин, Харибда и Элисейна на северо-западе. Мыс Безмер также находится на северо-западном побережье полуострова.
В начале XIX века этот район посещали охотники на тюленей. Уильямс-Пойнт был первой землей, открытой в районе Договора об Антарктике британским мореплавателем Уильямом Смитом 19 февраля 1819 года.
Варна — название крупного города на болгарском побережье Черного моря. Название полуострова — одно из болгарских названий, данных ранее безымянным географическим объектам экспедицией Тангра 2004/2005.

## Местоположение
Средняя точка расположена в точке с координатами 62°30′55″ ю. ш., 60°09′45″ з. д. (британское картографирование 1822 и 1968 годов, чилийское картографирование 1971 года, аргентинское картографирование 1980 года, испанское картографирование 1991 года и болгарская топографическая съемка Тангра 2004/2005 и картографирование 2005 и 2009 годов).

## Карты
- South Shetland Islands. Scale 1:200000 topographic map. DOS 610 Sheet W 62 60. Толуорт, Великобритания, 1968 год.
- Islas Livingston y Decepción. Mapa topográfico a escala 1:100000. Мадрид: Servicio Geográfico del Ejército, 1991 год.
- L.L. Ivanov. Livingston Island: Central-Eastern Region. Scale 1:25000 topographic map. София: Болгарская комиссия по антарктическим наименованиям, 1996 год.
- S. Soccol, D. Gildea and J. Bath. Livingston Island, Antarctica. Scale 1:100000 satellite map. The Omega Foundation, Соединённые Штаты Америки, 2004 год.
- L.L. Ivanov et al., Antarctica: Livingston Island and Greenwich Island, South Shetland Islands (from English Strait to Morton Strait, with illustrations and ice-cover distribution), 1:100000 scale topographic map, Болгарская комиссия по антарктическим наименованиям, София, 2005 год.
- L.L. Ivanov. Antarctica: Livingston Island and Greenwich, Robert, Snow and Smith Islands. Scale 1:120000 topographic map. Troyan: Manfred Wörner Foundation, 2010. ISBN 978-954-92032-9-5 (First edition 2009. ISBN 978-954-92032-6-4)
- Antarctic Digital Database (ADD). Scale 1:250000 topographic map of Antarctica. Scientific Committee on Antarctic Research (SCAR). С 1993 регулярно обновляется.
- L.L. Ivanov. Antarctica: Livingston Island and Smith Island. Scale 1:100000 topographic map. Manfred Wörner Foundation, 2017 год. ISBN 978-619-90008-3-0